# Théâtre Gogol de Moscou
Le théâtre dramatique Gogol de Moscou (Моско́вский драмати́ческий теа́тр и́мени Н. В. Гоголя) est un théâtre subventionné de la ville de Moscou. Il s'appelait auparavant le théâtre central du Transport.

## Histoire
L'histoire de ce théâtre commence en 1925 lorsque le comité central du syndicat des travailleurs des chemins de fer décide de l'organisation d'un théâtre itinérant pour ses ouvriers, sous le nom au début de théâtre ambulant de drame et de comédie. L'équipe créative, dirigée par Kirill Golovanov, effectue alors un grand travail culturel et éducatif parmi les cheminots. Elle s'adresse aux travailleurs du transport ferroviaire, ainsi qu'à d'autres entreprises de Moscou. Il s'agit alors essentiellement de spectacles multi-genres, souvent de nature d'agit-prop et journalistique.
À partir de 1930, le théâtre se trouve sous la férule du commissariat au peuple à l'éducation de la RSFSR et en 1931, il est placé sous la pleine juridiction du Comité central du syndicat des travailleurs des transports ferroviaires et rebaptisé le Théâtre des transports de Moscou (MOSTT); en 1939, il devient le théâtre central du Transport et en 1959 il reçoit son nom actuel, placé sous le patronage de Gogol. À partir de 1934, de grands acteurs du 2e théâtre d'art de Moscou prennent en main la programmation artistique, comme par exemple Ivan Bersenev, Vladimir Gotovtsev ou Serafima Birman. Ils ont imposé des tendances réalistes qui ont prévalu pendant toutes les années suivantes.
Expérimentés dans la théorie et la pratique de la scène, les étudiants du Théâtre d'art de Moscou ont ainsi révélé aux «parrainés» les secrets et les possibilités de la forme théâtrale, l'importance de la technique d'interprétation. Après la «greffe» du Théâtre d'art de Moscou, la troupe a été dirigée par Nikolaï Petrov (1938-1948). Adepte également de l'art réaliste, il est attiré par la possibilité de révéler la « doublure » sociale d'un matériau dramatique ou littéraire au théâtre. Combinant une forme théâtrale pointue avec la reproduction de la vérité de la vie, il s'est efforcé d'obtenir dans ses productions un son, une couleur toujours modernes. L'on se souvient entre autres de «Со всяким может случиться» Cela peut arriver à n'importe qui (de Boris Romachov en 1940), «Накануне» La Veille et «Машенька» Machenka (d'Alexandre Afinoguenov, pièces datant de 1941).
Le théâtre prend son emplacement actuel en 1943, rue Kazakov au n° 8a. C'est un édifice datant d'avant la révolution qui servait à l'administration des chemins de fer et a été transformé en théâtre vers 1930.
De grands noms se sont succédé dans ce théâtre pour la mise en scène, notamment Ilia Soudakov (1948-1952), P. Vassiliev (1958-196&), A. Dounaïev (1961-1965), etc. Boris Goloubosvski, metteur en scène principal du théâtre de 1965 à 1987, a marqué son époque en montant des spectacles mettant en avant le monde intérieur des personnages, avec toujours une teinte d'ironie et de romantisme («Ужин в Санлисе» Déjeuner à Senlis de Jean Anouilh, 1965; «Берег» La Rive d'après Bondarev, 1975; «Безобразная Эльза» Elsa Rislakki, 1981). De 1987 à 2012, la direction artistique du théâtre est tenue par Sergueï Iachine qui fait la symbiose entre poésie fine et analyse psychologique, toujours dans une théâtralité claire.
Parmi les spectacles ayant marqué l'histoire du théâtre, l'on peut distinguer: «Бешеные деньги» L'Argent fou d'Ostrovski (1937), «Тарас Бульба» Tarass Boulba (1959) et «Портрет» Portrait (1970), «Бесовские забавы, или Панночка» Amusement diabolique, ou Pannotchka (de Sadour, 1990) d'après Gogol, «Коллеги» Les Collègues d'après Axionov (1962), «…А этот выпал из гнезда» Celui-ci est tombé du nid de Wassermann (1983), «Комический театр» Théâtre comique de Goldoni (1993), «Иванов» Ivanov de Tchekhov (1997), «Театральный роман» Roman théâtral d'après Boulgakov (2006), etc.
Le directeur artistique suivant, Kirill Serebrennikov, a été nommé le 7 août 2012,, - ses projets de réforme ont suscité quelques remous à l'époque et une lettre ouverte de la troupe contre cette nouvelle orientation. Son successeur, Anton Iakovlev, a été nommé le 4 juillet 2022. Le directeur du théâtre est Alexandre Botcharnikov.